# دویچ گوریتس
دویچ گوریتس (به آلمانی: Deutsch Goritz) یک منطقهٔ مسکونی در اتریش است که در زودوست‌اشتایرمارک واقع شده‌است. دویچ گوریتس ۲۳٫۲۶ کیلومتر مربع مساحت دارد ۲۴۴ متر بالاتر از سطح دریا واقع شده‌است.